# Cheng Shuang
 Cheng Shuang (chiń. 程爽; ur. 11 lutego 1987 w Jilin) – chińska narciarka dowolna, specjalistka w skokach akrobatycznych. Zajęła 7. miejsce w skokach akrobatycznych na igrzyskach olimpijskich w Vancouver. Jest mistrzynią świata w skokach akrobatycznych tytuł ten wywalczyła na mistrzostwach świata w Deer Valley. Najlepsze wyniki w Pucharze Świata osiągnęła w sezonie 2010/2011, kiedy to zajęła 3. miejsce w klasyfikacji generalnej, a w klasyfikacji skoków akrobatycznych zdobyła małą kryształową kulę.

## Osiągnięcia

### Igrzyska olimpijskie
| Miejsce | Dzień     | Rok  | Miejscowość | Konkurencja        | Zwycięzca     |
| ------- | --------- | ---- | ----------- | ------------------ | ------------- |
| 7.      | 24 lutego | 2010 | Vancouver   | Skoki akrobatyczne | Lydia Lassila |
| 5.      | 14 lutego | 2014 | Soczi       | Skoki akrobatyczne | Ałła Cuper    |

### Mistrzostwa świata
| Miejsce | Dzień    | Rok  | Miejscowość | Konkurencja        | Zwycięzca |
| ------- | -------- | ---- | ----------- | ------------------ | --------- |
| 24.     | 18 marca | 2005 | Ruka        | Skoki akrobatyczne | Li Nina   |
| 6.      | 4 marca  | 2009 | Inawashiro  | Skoki akrobatyczne | Li Nina   |
| 1.      | 4 lutego | 2011 | Deer Valley | Skoki akrobatyczne | -         |

### Puchar Świata

#### Miejsca w klasyfikacji generalnej
- sezon 2001/2002: 8.
- sezon 2002/2003: 24.
- sezon 2003/2004: 54.
- sezon 2004/2005: 32.
- sezon 2005/2006: 37.
- sezon 2006/2007: 14.
- sezon 2007/2008: 29.
- sezon 2008/2009: 11.
- sezon 2009/2010: 14.
- sezon 2010/2011: 3.
- sezon 2011/2012: 6.
- sezon 2013/2014: 14.

#### Zwycięstwa w zawodach
1. Fernie – 21 stycznia 2005 (Skoki akrobatyczne)
2. Calgary – 29 stycznia 2011 (Skoki akrobatyczne)
3. Mińsk/Raubiczy – 19 lutego 2011 (Skoki akrobatyczne)
4. Deer Valley – 10 stycznia 2014 (Skoki akrobatyczne)

#### Miejsca na podium
1. Lake Placid – 14 stycznia 2005 (Skoki akrobatyczne) – 3. miejsce
2. Mount Buller – 4 września 2005 (Skoki akrobatyczne) – 3. miejsce
3. Apex – 19 marca 2006 (Skoki akrobatyczne) – 2. miejsce
4. Apex – 25 lutego 2007 (Skoki akrobatyczne) – 2. miejsce
5. Lianhuashan – 22 grudnia 2007 (Skoki akrobatyczne) – 3. miejsce
6. Deer Valley – 1 lutego 2008 (Skoki akrobatyczne) – 3. miejsce
7. Mont Gabriel – 25 stycznia 2009 (Skoki akrobatyczne) – 2. miejsce
8. Cypress Mountain – 6 lutego 2009 (Skoki akrobatyczne) – 3. miejsce
9. Moskwa – 14 stycznia 2009 (Skoki akrobatyczne) – 2. miejsce
10. Mont Gabriel – 30 stycznia 2010 (Skoki akrobatyczne) – 2. miejsce
11. Beidahu – 17 grudnia 2010 (Skoki akrobatyczne) – 3. miejsce
12. Beidahu – 18 grudnia 2010 (Skoki akrobatyczne) – 2. miejsce
13. Mont Gabriel – 16 stycznia 2011 (Skoki akrobatyczne) – 3. miejsce
14. Lake Placid – 20 stycznia 2012 (Skoki akrobatyczne) – 2. miejsce
15. Lake Placid – 21 stycznia 2012 (Skoki akrobatyczne) – 2. miejsce
16. Calgary – 29 stycznia 2012 (Skoki akrobatyczne) – 2. miejsce
17. Deer Valley – 3 lutego 2012 (Skoki akrobatyczne) – 2. miejsce
18. Beidahu – 11 lutego 2012 (Skoki akrobatyczne)  – 3. miejsce
19. Moskwa – 10 marca 2012 (Skoki akrobatyczne) – 3. miejsce
20. Myrkdalen/Voss – 17 marca 2012 (Skoki akrobatyczne) – 2. miejsce

- W sumie (4 zwycięstwa, 11 drugich i 9 trzecich miejsc).